# Arial Mendy
Arial Benabent Mendy (* 7. November 1994 in Ziguinchor) ist ein senegalesischer Fußballspieler, der aktuell bei Grenoble Foot in der Ligue 2 spielt.

## Karriere

### Verein
Mendy begann seine fußballerische Ausbildung 2009 beim Diambars FC, wo er insgesamt bis 2018 spielte. Anschließend wechselte er nach Frankreich zum Zweitligisten RC Lens. Am 27. Juli 2018 (1. Spieltag) debütierte er für seinen neuen Verein, nachdem er bei einem 2:0-Sieg über die US Orléans eingewechselt wurde und seine erste Torvorlage gab. Die Saison 2018/19 beendete er mit 14 Ligaeinsätzen und vier weiteren in den Aufstiegsplayoffs, die man nicht schaffen konnte. Bis zur Winterpause der Folgesaison spielte er sieben weitere Male für den Racing Club Lens. Im Januar 2020 wurde er an den Ligakonkurrenten US Orléans verliehen. Bei einer 0:1-Niederlage gegen den FC Chambly debütierte er über die vollen 90 Minuten für seinen zeitweiligen Arbeitgeber. Im Spiel darauf (21. Spieltag) schoss er bei einem 2:0-Sieg über EA Guingamp die 1:0-Führung und somit sein erstes Tor im Profibereich. Bei Orléans war er Stammkraft in der Außenverteidigung und spielte acht von den neun restlichen Spielen bis zum Ligaabbruch.
Im Sommer 2020 wechselte er in die Schweiz zum Servette FC. Sein Debüt für den Verein war zudem sein erstes Spiel auf internationaler Ebene, als er in der Qualifikation zur Europa League gegen den MFK Ružomberok ebenfalls sein erstes Tor schoss. Drei Wochen später debütierte er in der Super League bei einer 1:2-Niederlage gegen den FC Lausanne-Sport. Insgesamt spielte er in jener Saison 23 Ligaspiele.
Nach nur einer Saison wechselte er zurück nach Frankreich zum Erstligisten Clermont Foot. Am 15. August 2021 (2. Spieltag) debütierte er gegen den ES Troyes AC, als er in der Startelf stand.
Im Januar 2023 schloss sich der Spieler Grenoble Foot an.

### Nationalmannschaft
Am 15. Juli 2017 debütierte er in der Qualifikation zum Afrika-Cup 2019 für die senegalesische Nationalmannschaft bei einem 1:1-Unentschieden gegen Sierra Leone.